# Addison Timlin
Addison Jayne Timlin (Filadélfia, 29 de junho de 1991), mais conhecida como Addison Timlin, é uma atriz norte-americana. Ela interpretou Jami Lerner em The Town That Dreaded Sundown (2014), Colleen Lunsford em Little Sister (2016) e Sasha Bingham em Californication da Showtime.

## Vida e carreira
Addison nasceu em 1991, na Filadélfia, Pensilvânia, nos Estados Unidos. Timlin estreou na tela grande como Amy, uma menina de quatorze anos de idade, com diabetes, no filme de 2005 descarrilhado ao lado de coestrelado por Clive Owen e Melissa George como seus pais.
Addison fez Maddy em um curta-metragem chamado The Fish Isabel dirigido por Lara Zizic para o Festival de Cinema de Columbia. Ela também escalada para o drama de televisão da CBS, 3 lbs, como Charlotte Hanson, a filha do personagem principal interpretado por Stanley Tucci, em três dos oito episódios que foram filmados. Ela também esteve no elenco do curta-metragem Man, escrito e dirigido por Myna Joseph, que foi exibido no Sundance Film Festival e no Festival de Cannes.
Em 2008, ela interpretou Emily Draper no programa de televisão ABC Cashmere Mafia, a filha adolescente perturbado de Julieta Draper interpretada por Miranda Otto.  Em 2008, ela apareceu no videoclipe da música "Check Yes Juliet" de We the Kings, interpretando a fictícia Julieta, e também aparece no vídeo da Taylor Swift "22".[carece de fontes?]
Timlin foi escalado para Day One, uma série de TV substituta de meio de temporada da NBC que foi reduzida a uma minissérie que nunca foi ao ar. Na quarta temporada de Californication, onde ela interpretava uma atriz dentro o show. Timlin apareceu em um filme independente chamado Best Man Down, também estrelado por Justin Long. Ela interpretou a protagonista feminina, Stormy Llewellyn, na adaptação de Stephen Sommers do primeiro livro da série Odd Thomas de Dean Koontz, ao lado de Anton Yelchin como personagem-título. Em fevereiro de 2012, Timlin foi escalado para o piloto dramático da ABC, Zero Hour, que foi escolhida como substituta no meio da temporada e estreou em fevereiro de 2013. Em maio de 2012, Timlin se juntou ao elenco da comédia romântica independente The Bounceback.
Em 2013, Timlin também aparece na comédia de ação Stand Up Guys, estrelado por Al Pacino, Christopher Walken, e Alan Arkin. Ela interpretou Luce (Lucinda Price) no filme de 2016 Fallen, adaptação de um romance escrito por Lauren Kate.
Em 2016, Timlin foi escalada como protagonista feminina no piloto dramático da CBS, MacGyver, mas foi retirada do elenco quando a rede escolheu o piloto para a série. Em 2017, Timlin foi escalado para a segunda temporada do programa StartUp do Crackle. Ela interpretou a jovem Hillary Clinton no filme de 2019, When I'm a Moth.

## Vida pessoal
Timlin e o ator Jeremy Allen White ficaram noivos em abril de 2019; o casal se casou em 18 de outubro de 2019. O casal tem duas filhas (nascidas em outubro de 2018 e dezembro de 2020). Em maio de 2023, Timlin pediu o divórcio.

## Filmografia

### Cinema
| Ano  | Título                        | Papel            | Notas          |
| ---- | ----------------------------- | ---------------- | -------------- |
| 2005 | Derailed                      | Amy Schine       |                |
| 2006 | The Isabel Fish               | Maddy            | Curta-metragem |
| 2008 | Man                           | Allison          | Curta-metragem |
| 2008 | Afterschool                   | Amy              |                |
| 2012 | Stand Up Guys                 | Alex             |                |
| 2012 | Best Man Down                 | Ramsey           |                |
| 2013 | Love & Air Sex                | Haley            |                |
| 2013 | Odd Thomas                    | Stormy Llewellyn |                |
| 2014 | That Awkward Moment           | Alana            |                |
| 2014 | The Town That Dreaded Sundown | Jami             |                |
| 2015 | Craggio                       | Sarah            | Curta-metragem |
| 2016 | Long Nights Short Mornings    | Rapunzel         |                |
| 2016 | Little Sister                 | Colleen Lunsford |                |
| 2016 | Fallen                        | Lucinda Price    |                |
| 2016 | Chronically Metropolitan      | Layla            |                |
| 2016 | Girl in the Box               | Colleen Stan     |                |
| 2016 | TheWaiting                    | Liz              | Curta-metragem |
| 2017 | Like Me                       | Kiya             |                |
| 2017 | Submission                    | Angela Argo      |                |
| 2017 | Chasing You                   | Kat              | Curta-metragem |
| 2019 | Depraved                      | Shelley          |                |
| 2019 | When I'm a Moth               | Hillary Clinton  |                |
| 2019 | Life Like                     | Sophie           |                |
| 2019 | Feast of the Seven Fishes     | Katie            |                |
| 2019 | All Roads to Pearla           | Pearla           |                |

### Televisão
| Ano       | Título                   | Papel            | Notas                               |
| --------- | ------------------------ | ---------------- | ----------------------------------- |
| 2006      | 3 lbs.                   | Charlotte Hanson | 3 episódios                         |
| 2008      | Cashmere Mafia           | Emily Draper     | 5 episódios                         |
| 2009      | Law & Order              | Hayley Kozlow    | Episódio: "Memo from the Dark Side" |
| 2010      | Day One                  | Hunter           | Filme de TV                         |
| 2011      | Californication          | Sasha Bingham    | 6 episódios                         |
| 2011      | Law & Order: Los Angeles | Erin Gradin      | Episódio: "Van Nuys"                |
| 2011      | The League               | Garota no Bar    | Episódio: "The Out of Towner"       |
| 2013      | Zero Hour                | Rachel Lewis     | 13 episódios                        |
| 2016      | MacGyver                 | Mickey           | Episódio: "Unaired Pilot"           |
| 2017-2018 | StartUp                  | Mara Chandler    | 16 episódios                        |
| 2022      | American Horror Stories  | Delilah          | Episódio: "Milkmaids"               |